# Dicranoloma microcarpum
Dicranoloma microcarpum är en bladmossart som beskrevs av Brotherus och Jean Édouard Gabriel Narcisse Paris 1909. Dicranoloma microcarpum ingår i släktet Dicranoloma och familjen Dicranaceae. Inga underarter finns listade i Catalogue of Life.